# フォークシンガー
フォークシンガー (Folk singer) とは、フォークソングを歌う歌手のことである。 

## 概要
自ら作詞・作曲をした作品を演奏することが多く、その点で、シンガーソングライターと共通する点もある。
著名なフォーク・シンガーとしては、ボブ・ディラン、ニール・ヤング、ジョニ・ミッチェル、ジュディ・コリンズ、リチャード・トンプソンなどがいる。 1940年代から1960年代初期に登場した主要なパフォーマーには、ウディ・ガスリー、ピート・シーガー、ジョーン・バエズ らがいた。1960年代半ばから1970年代前半にかけては、音楽、政治、ライフスタイル、カウンターカルチャーの大きな変化に関連していた。 フォーク音楽は、関連する急速な進化、拡大、多様化を同時に受けた。 ボブ・ディラン、ジョーン・バエズ、ジュディ・コリンズ、ピーター・ポール&マリー、ブラザーズ・フォアなどのフォーク歌手、グループによって、大きな変化が起こった。PPMは「悲しみのジェット・プレイン」の大ヒットを飛ばした。ボブ・ディランは1961年にはブルースのジョン・リー・フッカーと共演し、フッカーのサポート演奏を行ったことがある。 この時期の「プロテストソング」という用語は、フォーク（民俗音楽）を話題の政治的テーマで特徴付けるためにしばしば使用された。また、トム・パクストン、フィル・オクス、レナード・コーエン、グレアム・オールライトらは、社会派の歌を歌う「ブロードサイド・バラッド」の歌手とも呼ばれた。CSN&Yのようなグループも、ウッドストック・フェスティバルなどで大活躍した。カナダのパフォーマーであるニール・ヤング、ジョニ・ミッチェル、ゴードン・ライトフット、レナード・コーエン、ブルース・コバーン はアメリカ、ヨーロッパなどにも新鮮なフォーク音楽を提供した。1960年代後半から1970年代前半の、フォークミュージックの世界にはジョニ・ミッチェルやメラニーなどの新しいシンガーソングライターが登場した。フォークの他のサブジャンルには、フォークパンク （たとえば、1980年代のアイルランドのバンド、ザ・ポーグス など）、アメリカーナ、サイケデリック・フォーク などのジャンルが含まれる。

## 歴史

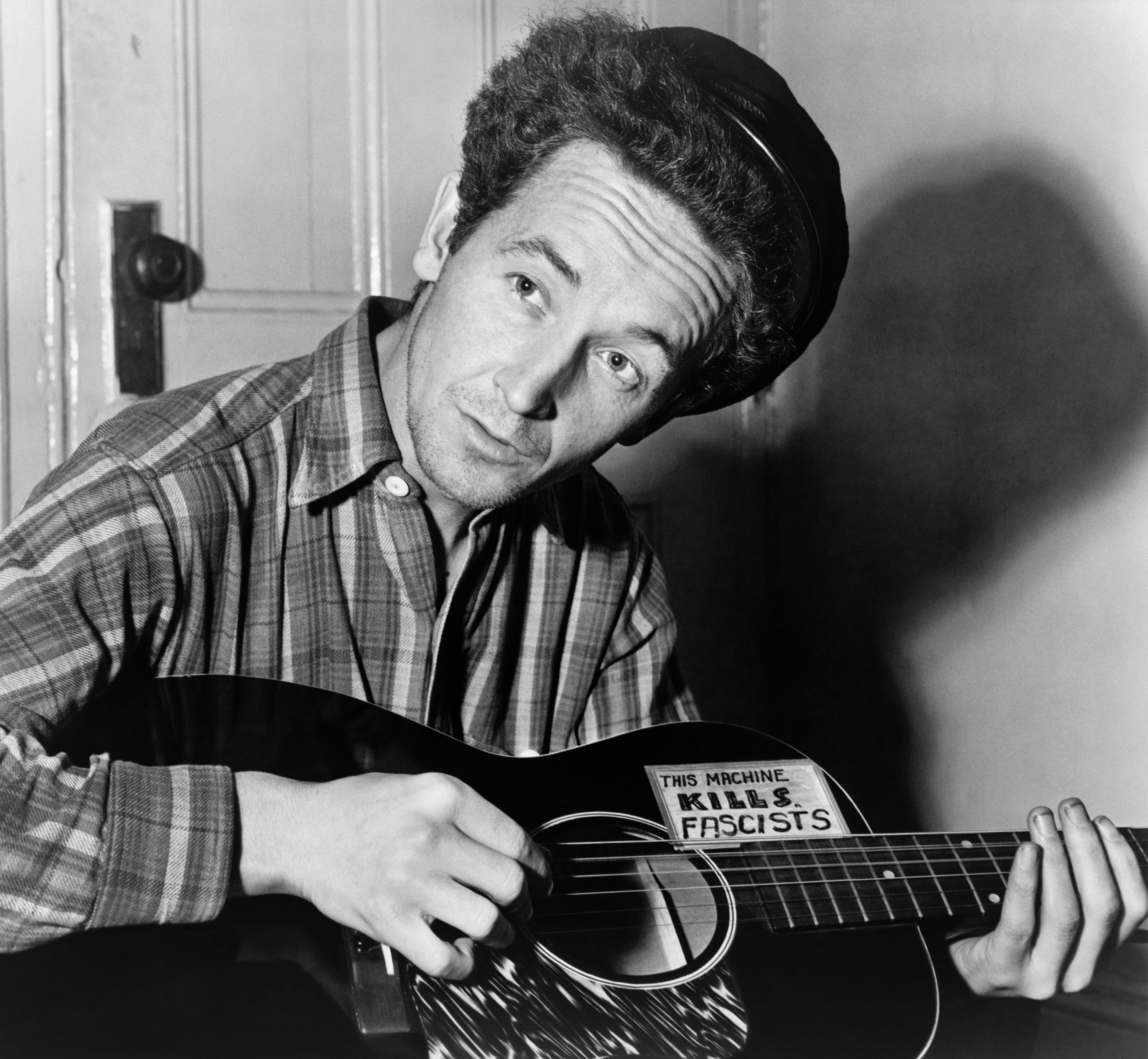
ウディ・ガスリー

1940年代、1950年代、1960年代初頭に登場した主要なフォークミュージックパフォーマー
- ウディ・ガスリー （1912   –1967）は、アメリカのシンガーソングライターおよびフォークミュージシャンであり、ガスリーはフォーク歌手・アーロ・ガスリーの父でもある。その音楽の遺産には、何百もの政治的、伝統的、子供の歌、 バラード 、即興作品がある[6]。彼はギターに、表示されたスローガン「 This Machine Kills Fascists 」を掲げ演奏。最も有名な曲は「 This Land Is Your Land 」。 彼の録音された歌の多くはアメリカ議会図書館に保管されている [7] 。1930年代に、ガスリーは伝統的なフォークとブルースの歌を学んで書き直し、演奏しながら、オクラホマからカリフォルニアへの移民労働者と共に旅をした。 彼が作曲した曲の多くは、大恐慌ダストボウル時代の経験に関するものであり、「ダストボウルバラード」というあだ名が付けられた [8] 。ガスリーは生涯を通じて合衆国共産主義者グループと関わりがあったが、正式には党に加入したことはなかった [9]。 晩年、ガスリーはフォークムーブメントの先駆者となり、 ランブリン・ジャック・エリオットやボブ・ディランとの関係など、新しいフォークミュージシャンの世代にインスピレーションを与えた。 ディラン、 フィル・オークス 、 ブルース・スプリングスティーン 、 ピート・シーガー 、 ジョー・ストラマー 、 トム・パクストンなどのシンガーソングライターは、ガスリーからの影響を認めている。
- オルマナック・シンガーズAlmanac Singers メンバーのミラード・ランペル 、リー・ヘイズ、 ピート・シーガー、およびウディ・ガスリーは、1940年に非公式な演奏を開始。オルマナック・シンガーズは1940年12月に結成 [9]。彼らはアメリカのエネルギッシュなパフォーマンススタイルで、歌詞が物議を醸す方向に進化した。グループのレギュラーメンバーの2人、 ピート・シーガーとリー・ヘイズは 、後にウィーバーズの創設メンバーになる。
- ピート・シーガーは多くの重要なフォークミュージシャン（およびフォークのルーツを持つシンガーソングライター）、特にウッディ・ガスリーとリードベリーと出会い、影響を受けていく [6]。シーガーは労働運動にも関与し、1940年3月3日に「怒りのぶどう」移民労働者のコンサートでガスリーと出会い、その後2人は音楽のコラボレーション（オルマナック・シンガーズを含む）を開始し、ウィーバーズを結成する。ソングライターとしては「 Where Have All Flowers Gone？ 」を執筆または共同執筆「 If I Had a Hammer（The Hammer Song） 」（ウィーバーズのリー・ヘイズ作曲）および「 Turn、Turn、Turn！ 」などがあり、これら3つはすべて、フォーク内外の多くのアーティストによって演奏されており、リバイバルの動きで今でも世界中で歌われている。1948年にシーガーは、今では古典的な5弦バンジョーの演奏方法に関し最初のバージョンを記している。彼は70年以上にわたって録音、歌唱、演奏を行い、ガスリーの後のアメリカのフォーク復興において最も強力な力となっていく [10]。
- ウィーバーズ（Weavers）はピート・シーガー、ロニー・ギルバート 、 リー・ヘイズ 、およびフレッド・ヘラーマン により1947年に形成された。1948年にニューヨークのヴィレッジヴァンガードでデビューした後、アレンジャーのゴードン・ジェンキンスによって見いだされ、デッカレコードと契約し、重くオーケストレーションされた一連のシングル曲をリリースし成功を収めた [11] 。Red Scareの時代のグループの政治性から1952年に解散を余儀なくされたが彼らは1955年にヴァンガードレコードでの一連の成功したコンサートやアルバムの録音で再編成され、5番目のメンバーであるエリック・ダーリンは、シーガーが参加できなかったときにグループに参加、ウィーバースが一般的な商業主義とタバコのコマーシャルをするという特定の合意に関する論争でシーガーが辞任したときに最終的にシーガーに取って代わった [12]。
- オデッタ – オデッタを紹介する全国的に放映されたスペシャル番組に出演した。 彼女はウォーターボーイを歌ったとのベラフォンテとのデュエットバケツの穴を行っ 1961年に話題になった[13] 1953年、歌手オデッタとラリーモールは、1954年にブリキの天使オデッタとラリーとしてリリースされたLPを録音。これは、サンフランシスコのティンエンジェルバーでライブ録音されたアルバム。 オデッタは2009年に亡くなるまで、伝統的な歌とブルースのレパートリーで長く尊敬されたキャリアを楽しむ [13]。
- キングストン・トリオは、 1957年にカリフォルニア州パロアルトで、 ボブ・シェーン 、 ニック・レイノルズ 、およびデイブガードによって設立されました。 彼らは、ウィーバーズやゲートウェイ・シンガー [6]やタリアーズのような他セミポップ・フォーク・アーティストから大きな影響を受けた。 1957年から1963年にかけてのこのグループの前例のない人気とアルバム販売（ ビルボードチャートのトップ10とナンバー5の14枚のLP [14] ）は、フォークスタイルの音楽の商業的かつ主流のオーディエンスを作成する重要な要因でした出現する前に存在 [15] 。キングストン・トリオの成功に続いて、ライムリッターなど、他の非常に成功したポップ・フォーク・アクトが続いた。2006年に演奏するオデッタ

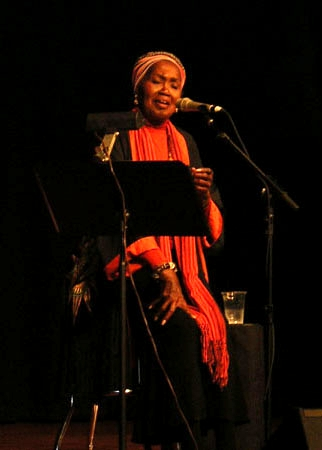
2006年に演奏するオデッタ

- ジョーン・バエズのキャリアは1958年にマサチューセッツ州ケンブリッジで始まり、17歳で最初のコーヒーハウス・コンサートを開催。 彼女は、1959年の初演のニューポートフォークフェスティバルでフォークのボブ・ギブソン [16]に出演するよう招待され、その後、バエズは「 裸足の マドンナ 」と呼ばれることもあった。 翌年、ヴァンガード・レコードからファーストアルバムを発表した。レコードには、当時知られていなかったボブ・ディランによる曲が含まれていた。1960年代初頭、バエズはアメリカのフォークミュージックリバイバルの最前線にいた。彼女の個人的な信念（平和、社会正義、反貧困）は、彼女の歌に、バエズの社会への疑問を反映していた。代表曲には「ドナドナ」「オールド・ディキシー・ダウン」「勝利への讃歌」(1972)などがある。「勝利への讃歌」は「サッコ・バンゼッティ事件」のドキュメンタリー映画に使用された。

- チャド・ミッチェル・トリオは1959年に始まり、1960年代初頭に登場した。このグループは創造的で伝統的な歌と、しばしば風刺的で政治的な曲を演奏してきた[17]。
- ハイウェイメン・1960年代初頭、「大学の民俗音楽」グループだったウェスリアン大学と持っていたビルボードナンバーワンヒットを 1961年に「漕げよマイケル」で果たす。フォークバージョンのアフリカ系アメリカ人の精神的な霊歌 漕げよマイケルは、別のトップ20 1962年に「 コットンフィールズ 」でヒット。 「マイケル」は100万部以上を売り上げ、 ゴールド記録を受賞 [18] [19]。
- ニュー・クリスティ・ミンストレルズは、ランディ・スパークスによって設立された民族音楽グループで 1961年から[20] 彼らは20枚以上のアルバムを録音し、「Green、Green」、「This Land is Your Land」など、いくつかのヒットを記録。 1962年のデビューアルバム「 Presting The New Christy Minstrels」はグラミー賞を受賞し、 ビルボードチャートに2年間居座る [21]。The Limeliters

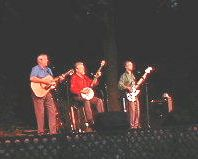
The Limeliters

- ボブ・ディランは、しばしばトラディショナル・フォークを歌ったジョーン・バエズと共に演奏し、時にはツアーをおこなった。 バエズはディランの歌の一部を彼女のレパートリーに取り入れ、ディランをフォークサーキットの熱心な聴衆に紹介した。 ディランが彼の最初のLP（1962年）を録音した頃には、ウディ・ガスリーを連想させるスタイルを確立していた。 [22]彼は大学のキャンパスやコーヒーハウスで進歩的な時代の状況を描写した曲を書き始めた。1964年までに多くの新しいフォーク・シンガー/ソングライターがいたが、ディランはこれらの若いフォーク歌手の中でも特に有名だった。
- ブラザーズ・フォアは「遥かなるアラモ」「グリーン・フィールズ」「七つの水仙」「グリーン・スリーブス」などの曲で知られ、PPMとともに60年代前半のフォーク・シーンで人気を博した[23]。
- ピーター・ポール&マリーは1960年代初頭にデビューし、最終的に1960年代の最大の音楽的行為の1つになったアメリカのトリオでした。 トリオはピーターヤロウ 、 ポールストーキー 、 メアリートラバーズで構成されていました。 彼らは、1960年代の社会派音楽の主なフォークミュージックの聖火ランナーの1つ。 [16] 10年が経つにつれて、彼らの音楽はポップとロックの要素をさらに取り入れました。

- ジュディ・コリンズは1960年代初頭にデビューし、1968年に「青春の光と影」をヒットさせた。[24] 最初は、伝統的なフォークソングや他の人が書いた歌を歌った。後にトム・パクストン、フィル・オクス、ボブ・ディランなどの当時のプロテストシンガーにも影響を受けた。 彼女はまた、ディランの「 ミスター・タンバリン・マン 」、ピート・シーガーの「 ターン、ターン、ターン 」、エリック・アンダーセンの「サースティ・ブーツ」など、当時の重要な曲のバージョンを録音している。

- イアン&シルヴィア：カナダの二人組で、デュオを組んで活動した後、結婚して夫婦となっている。[注 4]1963年にファーストアルバムをリリース。デュオは、英語とフランス語で、伝統的なアメリカとカナダのフォークソングと、ディランやトム・パクストンら現代のシンガーソングライターの曲を歌った。主な曲に「アーリー・モーニング・レイン」（ゴードン・ライトフット作曲）がある。
- ニール・ヤングはカナダトロント生まれ。1960年代にロサンゼルスに移転し、1966年にリック・ジェイムズとマイナーバーズを結成、1967年にゥティーズン。スティルスらと共にバッファロー・スプリングフィールドを結成した。[25]バッファロー・スプリングフィールドは、プロテスト・ソング「For What It's Worth 」をヒットさせている。その後CSN&Yに加入し、1969年ウッドストックに出演。1972年には「孤独の旅路」が大ヒットした。ヤングはフォーク、フォーク・ロック、サイケデリック・ロック、グランジなどの音楽性で活躍した。

## 世界の重要なフォークシンガー/地域別

### 米・英・カナダ
- ボブ・ディラン[26]
- ニール・ヤング(カナダ）[27]
- ピート・シーガー(USA)
- ウディ・ガスリー（アメリカ）[28]
- クロスビー、スティルス、ナッシュ&ヤング(USA)
- フィル・オクス(USA)[29]
- フェアポート・コンヴェンション(UK)[30][注 5]
- バフィー・セント・メリー（カナダ）[31]
- ジョニ・ミッチェル（カナダ）
- ジュディ・コリンズ(USA)[32]
- パトリック・スカイ(USA)[33][34]
- トム・パクストン(USA)
- トム・ラッシュ(USA)
- ジョン・プライン(USA)[35]
- スティーヴ・グッドマン(USA)
- ドク・ワトソン(USA)
- バーバラ・デイン(USA)[36]
- ジェリー・ジェフ・ウォーカー(USA)
- フレッド・ニール(USA)
- ロイ・ハ－パー(UK)
- ルネッサンス(UK)[注 6]
- アーニー・ハズラム(UK)
- メラニー・ソフィカ（メラニー）(USA)
- モダン・フォーク・カルテット(USA)
- サウザー・ヒルマン・フューレイ・バンド(USA)[37]
- バート・ソマー[注 7]
- ピーター、ポール&マリー(USA)
- ブラザーズ・フォア(USA)[38]
- キングストン・トリオ(USA)
- ジョーン・バエズ(USA)
- ジャクソン・ブラウン(USA)
- ドン・マクリーン[注 8](USA)
- ロボ(USA)[注 9]
- ジュディ・シル[39]
- アン・ブリッグス[40]
- ヴァシュティ・バニヤン(UK) (Vashti Bunyan)
- カレン・ダルトン(USA)[41]
- カントリー・ジョー・マクドナルド(USA)
- ジャッキー・マクシー(UK)
- アン・マレー（ポップ・カントリー歌手）
- プランクシティー（アイルランド） (Planxty)
- オデッタ(USA)
- ジャネット・ジョーンズ(UK)
- ニコ
- ザ・シーカーズ(オーストラリア、UK/ポップ・フォーク）
- ニュー・シーカーズ（UK)
- カーラ・ボノフ(USA)（ポップ・フォーク）
- チーフタンズ（アイルランド） (The Chieftains)
- チャド・ミッチェル・トリオ(USA)
- ティム・バックリー(USA)
- ティム・ハーディン(USA)
- ダンカン・ブラウン(UK)[42]
- アル・スチュアート(UK)
- ヴィグラス&オズボーン(UK)
- シールズ&クロフツ(USA)
- イングランド・ダン&ジョン・フォード・コーリー(USA)
- ロギンス&メッシーナ(USA)
- サイモン&ガーファンクル(USA)
- ジェシ・コリン・ヤング(USA)
- ジョン・フェイヒー
- バート・ヤンシュ(UK)
- ジョン・レンボーン(UK)
- リチャード・トンプソン(UK)
- リンダ・トンプソン(UK)
- サンディ・デニー(UK)
- コーマス(UK)
- フォザリンゲイ(UK)
- スティーライ・スパン(UK)
- マディ・プライア&ティム・ハート(UK)
- ミスター・フォックス(UK)
- ディック・ゴーハン(UK)
- ユアン・マッコール(UK)
- ニック・ジョーンズ(UK)
- ゴードン・ライトフット（カナダ）
- リッチー・ヘヴンス(USA)
- ヴァレリー・カーター
- アリソン・クラウス
- シャロン・シャノン（アイルランド）
- メロー・キャンドル(UK) (Mellow Candle)
- ニック・ドレイク
- ケイト・ラズビー(UK)
- ビル・ジョーンズ(UK)女性
- ロジャー・ウィテカー
- ロリーナ・マッケニット
- レッドベリー(USA)
- マリー・トラヴァース
- ウィーヴァーズ（アメリカ合衆国） (The Weavers)
- エミルー・ハリス
- ジェシー・コルター
- ジェリー・ガルシア(USA)
- デイヴィ・グレアム(UK)
- ドノバン(UK)
- トレイシー・チャップマン(USA)
- ドクター・ストレンジリー・ストレンジ(1960s) (Dr. Strangely Strange)
- ジョン・ハイアット
- ブルース・コバーン
- エリック・アンダーセン
- エリオット・マーフィー
- イアン・マシューズ
- マシューズ・サザン・コンフォート
- フォレストForest （バンド）
- ミミ&リチャード・ファリーニャ
- ホーリー・モーダル・ラウンダーズ The Holy Modal Rounders
- ジム・クロウチ(USA)
- ランブリン・ジャック・エリオット(USA)
- ティラノサウルス・レックス（サイケ・フォーク、UK)[43]

### 西欧・北欧・南欧・中南米
- ビクトル・ハラ（チリ）
- デミス・ルソス[44]（ギリシャ）
- グレアム・オールライト（フランス）
- ミッシェル・フガン（フランス）
- Värttinä（ヴァルティナ） (Värttinä) （フィンランド）
- ケパ・フンケラ（ワールド・ミュージック) (Kepa Junquera)
- アラン・スティヴェル（フランス、ブルトン民族音楽作家） (Alan Stivell)
- トリ・ヤン（ブルターニュ（フランス） (Tri Yann)
- ハビエル・ルイバル（スペイン）
- カルロス・ヌニェス（スペイン、ガリシア） (Carlos Núñez)
- ザ・トーレスト・マン・オン・アース

### 東ヨーロッパ/バルカン・中東
- ファイルーズ[45]（レバノン）
- オフラ・ハザ（イスラエル）
- タルカン (歌手)
- ファンファーレ・チョカルリア（ルーマニア
- タラフ・ドゥ・ハイドゥクス（ルーマニア）、Taraful Haiducilor
- ウラジミール・マラス&バンD
- ブリガ[46]
- モスト・ウォンテッド・ブドバ
- マドレシ
- Dorin Liviu Zaharia
- マリア・タナセ
- マハラ・ライ・バンダ・Mahala Raï Banda
- Grigore Lese
- Gheorghe Zamfir[47]
- ナンシー・アジュラム
- アトミック・ハルモニク
- アネリア
- アリシア (歌手)
- セカ・アレクシッチ
- アンドレア (歌手)
- イヴァナ (歌手)
- ヴェセラ
- ルイズ・エイリ
- エクストラ・ニーナ
- エマヌエラ (歌手)
- エミリア (歌手)
- セルダル・オルタチ
- カメリア (歌手)
- カリ (ブルガリアの歌手)
- ガリナ
- イェレナ・カルレウシャ
- グロリア (歌手)
- アニェザ・シャヒニ
- ミラン・スタンコヴィッチ
- ニコライ・ノスコフ
- レニ (歌手)

## 日本
1965-1974年
- 岡林信康
- ザ・フォーク・クルセダーズ
- ソルティー・シュガー
- ガロ
- カルメン・マキ
- 新谷のり子
- 本田路津子
- 北山修（ザ・フォーク・クルセダーズ）
- ウィッシュ[注 10]
- アン真理子
- あがた森魚
- 伊東きよ子
- もとまろ[注 11]
- 加川良
- 高田渡
- 高石友也
- 荒木一郎
- かまやつひろし
- 遠藤賢司
- 井上陽水（アンドレ・カンドレ）
- シモンズ
- シバ
- みなみらんぼう
- RCサクセション（初期）
- NSP
- BUZZ[注 12]
- 日暮し
- 森田童子
- 風
- 六文銭
- 竜とかおる
- 有山淳司
- 友部正人
- 友川かずき
- 武蔵野タンポポ団
- 猫
- 南正人
- 長谷川きよし
- 中川五郎
- 中川イサト
- 中山ラビ
- 大塚まさじ
- 村上律
- 早川義夫
- 浅川マキ
- 泉谷しげる
- 赤い鳥
- 石川鷹彦
- 斉藤哲夫
- 西岡恭蔵
- 西岡たかし（五つの赤い風船）
- 杉田二郎
- 森田貢（マイペース）
- 森山良子
- 小室等
- 山本コウタローとウィークエンド
- 山平和彦
- 山崎ハコ
- 三上寛
- 財津和夫（チューリップ）
- 佐藤博
- 佐藤公彦、よしだよしこ（ピピ&コット）
- 高橋照幸（ジャックス*休みの国）
- 五輪真弓（初期）
- 五つの赤い風船
- 古井戸
- 及川恒平
- よしだたくろう
- 岩井宏
- 加奈崎芳太郎（古井戸）
- 加藤和彦
- 加藤登紀子
- マイク真木
- ベッツィ&クリス
- ブレッド&バター
- ふきのとう
- ピンク・ピクルス[注 13]
- ビリーバンバン
- バンバン
- はしだのりひことシューベルツ
- はしだのりひことクライマックス
- はしだのりひこ
- なぎら健壱
- とんぼちゃん（後に「とんぼ」に改名）
- トワ・エ・モワ
- ジローズ

1975-1989年
- シグナル
- 石川優子
- やまがたすみこ
- 高木麻早
- 丸山圭子
- 紙ふうせん
- 杉田二郎
- 葛城ユキ
- 伊勢正三・山田パンダ・イルカ
- ダ・カーポ
- ばんばひろふみ
- マイペース
- さだまさし（元グレープ）
- 南こうせつ（『かぐや姫』時代）
- あのねのね
- アリス
- 佐藤公彦
- まりちゃんズ
- 沢田聖子
- 大塚博堂
- 松山千春
- さとう宗幸
- 海援隊
- 河島英五
- 天野滋（NSP）
- あみん
- 谷山浩子
- CHAGE and ASKA（チャゲ＆飛鳥）
- 中島みゆき
- 長渕剛
- 三浦和人（雅夢）
- 伊藤敏博
- 円広志
- オフコース
- 尾崎亜美
- 山本潤子
- 白鳥英美子
- 杉村尚美
- 村下孝蔵

1990年以降
- たま
- BEGIN
- 花*花
- kiroro（キロロ）
- 岡大介
- 土取利行
- コブクロ
- 森山直太朗
- あさみちゆき
- 平川地一丁目
- 前野健太
- 折坂悠太
- 松井あや
- 松崎ナオ
- ゴンチチ
- あいみょん
- 六角精児（音楽家、俳優）
- 竹原ピストル
- 湯木慧（ゆきあきら、女性）
- 櫻井里花
- ロンサム・ストリングス
- 中村まり
- ハンバート ハンバート